# Катастрофа Ка-32 под Териберкой
Катастрофа Ка-32 под Териберкой — авиационная катастрофа вертолёта Ка-32Т предприятия «Аэрофлот», произошедшая в четверг 4 июня 1987 года, при этом погибли 4 человека.

## Вертолёт
Ка-32Т с заводским номером 5505 был выпущен 19 декабря 1986 года и передан Министерству гражданской авиации, которое присвоило ему бортовой номер СССР-31004 и направило в Мурманский объединённый авиаотряд Ленинградского управления гражданской авиации. Его общая наработка составляла 195 лётных часов и 349 циклов (полётов).

## Экипаж
- КВС-проверяющий — командир лётного отряда Никитичев Александр Иванович
- КВС — Вяткин Пётр Куприянович
- Проверяющий штурман — флаг-штурман Пузаков Виктор Николаевич
- Штурман — Буров Николай
- Бортмеханик — Мищенко Георгий

## Катастрофа
Экипаж выполнял работы по установке опор ЛЭП-500 (вероятно, от Териберских ГЭС) весом 4,2 тонны каждая. Когда вертолёт из Мурманска прибыл в район близ посёлка (ныне — село) Териберка, то флаг-штурман Пузаков вышел на землю и стал свидетелем дальнейших событий. К опоре ЛЭП крепили два подстропника, которые соединялись тросом, а тот уже в свою очередь крепился тросу внешней подвески вертолёта. Ка-32 поднимал очередную опору и находился на высоте 50 метров, когда неожиданно лопнул один из подстропников. Трос, который соединял подстропники, выскочил из троса штатной подвески, после чего последний самортизировал, словно пружина, и взметнулся вверх. Пробив стабилизатор и срезав его, трос внешней подвески намотался на колонку несущего винта, разрушив при этом лопасти. Потеряв управление, машина рухнула на землю. Подбежавший флаг-штурман Пузаков успел вытащить тело КВС Вяткина, прежде чем взорвались топливные баки. Все находящиеся на борту 4 человека погибли.
Впоследствии флаг-штурман Пузаков Виктор Николаевич тоже погиб в другой авиакатастрофе с участием Ка-32С (17 августа 1990 г. в 6 км западнее Ловозеро).